# Delia simpliciana
Delia simpliciana är en tvåvingeart som beskrevs av Judin 1976. Delia simpliciana ingår i släktet Delia och familjen blomsterflugor. Inga underarter finns listade i Catalogue of Life.